# Hildesheimer Domlettner

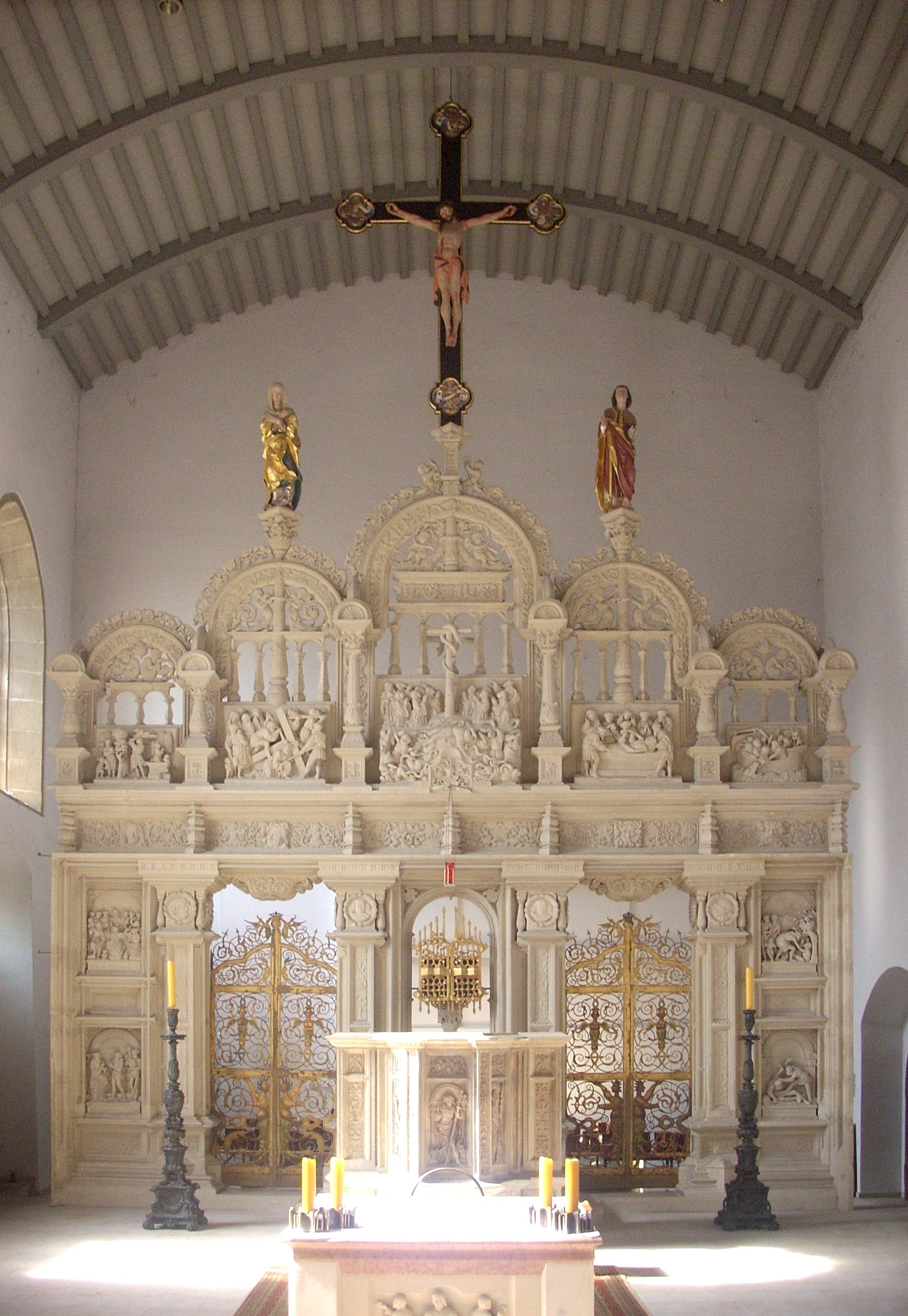
Der Hildesheimer Domlettner in der Antoniuskirche

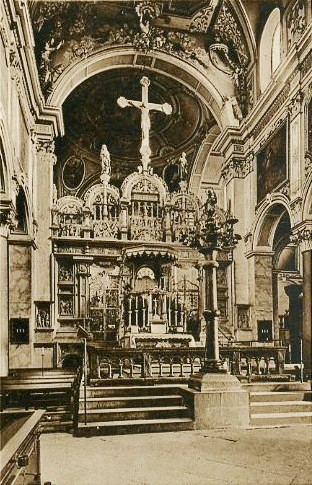
Aufstellung im Dom bis 1945

Der Hildesheimer Domlettner ist ein bild- und ornamentreicher Renaissance-Lettner in Hildesheim. Von 1960 bis 2010 stand er in der St.-Antonius-Kirche beim Kreuzgang des Hildesheimer Doms. Seit 2015 steht er im Neubau des Dommuseums Hildesheim. Bis zur Kriegsauslagerung hatte er seinen Platz im Dom selbst als liturgische Schranke zwischen dem Langhaus des Volkes und dem Hochchor des Domkapitels.
Der Lettner aus Baumberger Sandstein ist ein Werk von Johann Brabender und wurde 1546 fertiggestellt. Stifter war der Domherr Arnold Freitag.
Der Hildesheimer Domlettner zeigt den Aufriss einer repräsentativen Renaissance-Fassade. Er besteht aus einem Tür- und einem niedrigeren Giebel-Geschoss und ist senkrecht durch Pfeiler und Säulen in fünf Zonen gegliedert, die von je einem Rundbogen gekrönt sind. Der mittlere, höchste Bogen trägt das Triumphkreuz, die etwas niedrigeren rechts und links von ihm Vollplastiken von Maria und Johannes unter dem Kreuz. Das Erdgeschoss hat zwei schmiedeeiserne, vergoldete Türen, dazwischen einen schmaleren Durchgang, der in die Kanzel führt.
Die Bogenfelder und Gliederungsbänder des Architekturaufbaus sind reich mit Ornamenten und paarweise einander zu- und abgewandten Putten und Phantasiegestalten sowie mit ausdrucksstarken, porträtartigen Gesichtern geschmückt.
Im Giebelbereich sind fünf, in den Außenzonen des Türgeschosses je zwei Reliefbilder eingelassen, und zwar sowohl auf der ehemaligen West-(Langhaus-)Seite wie auf der dem heutigen Besucher abgewandten Ost-(Chor-)Seite. Es handelt sich um Darstellungen alt- und neutestamentlicher Szenen, die einander typologisch zugeordnet sind. Die Bildauswahl geht vielleicht schon auf den Vorgängerlettner zurück; die Ikonographie ist jedoch modern und lehnt sich nachweisbar an zeitgenössische Gemälde und Stiche an.
Gesamtthema des Bildprogramms ist das stellvertretende Opfer Christi, das vor dem Lettner auf dem Altar eucharistische Gegenwart wird. Gipfel und Schlusspunkt aller Bilder ist daher das Kreuz. Diesem ist im Bildfeld darunter die Aufrichtung der Kupferschlange zugeordnet, flankiert von Kreuztragung und Grablegung Jesu. Außen links ist die Opferung Isaaks, für den ein Widder eintritt, dargestellt; außen rechts Jona, der zur Rettung der Mitfahrer vom Schiff ins Meer geworfen wird. Diese Szenen erscheinen sowohl auf der Volks- wie auf der Chorseite.
Dagegen unterscheiden sich die vier Bilder neben den Türen. Die Volksseite setzt das Messopfer-Thema mit dem Letzten Abendmahl und der Brot- und Weingabe Melchisedeks an Abraham (links) sowie mit dem Sieg Christi über das Totenreich und dem Sieg Davids über Goliath (rechts) fort. Die Chorseite dagegen weist hier mit den Szenen der Königin von Saba vor Salomo, der Anbetung der Könige, der Königin Ester vor Ahasver und der Krönung Mariens auf den Mitvollzug des Opfers Christi durch Maria und alle Gläubigen hin.
Die Kanzel zeigt den auferstandenen Christus (Mitte) sowie Maria und den hl. Bernward als Dompatrone und die vier Evangelisten.